# Атабаев, Аброр
Аброр Атабаев (род. 18 декабря 2002 года, Фергана) — узбекистанский борец греко-римского стиля. Чемпион Азии 2023, чемпион Узбекистана 2023.

## Биография
На чемпионате мира 2018 по греко-римской борьбе среди кадетов в весовой категории до 48 кг стал чемпионом мира.
10 апреля 2023 года впервые в карьере стал чемпионом Азии.